# Døllefjelde Sogn
Døllefjelde Sogn er et sogn i Lolland Østre Provsti (Lolland-Falsters Stift).
I 1800-tallet var Musse Sogn anneks til Døllefjelde Sogn. Begge sogne hørte til Musse Herred i Maribo Amt. Døllefjelde-Musse sognekommune blev ved kommunalreformen i 1970 indlemmet i Nysted Kommune, der ved strukturreformen i 2007 indgik i Guldborgsund Kommune.
I Døllefjelde Sogn ligger Døllefjelde Kirke.
I sognet findes følgende autoriserede stednavne:
- Døllefjelde (bebyggelse, ejerlav)
- Døllefjelde-Langet (bebyggelse, ejerlav)
- Langet Kallehave (bebyggelse)